# News Corp

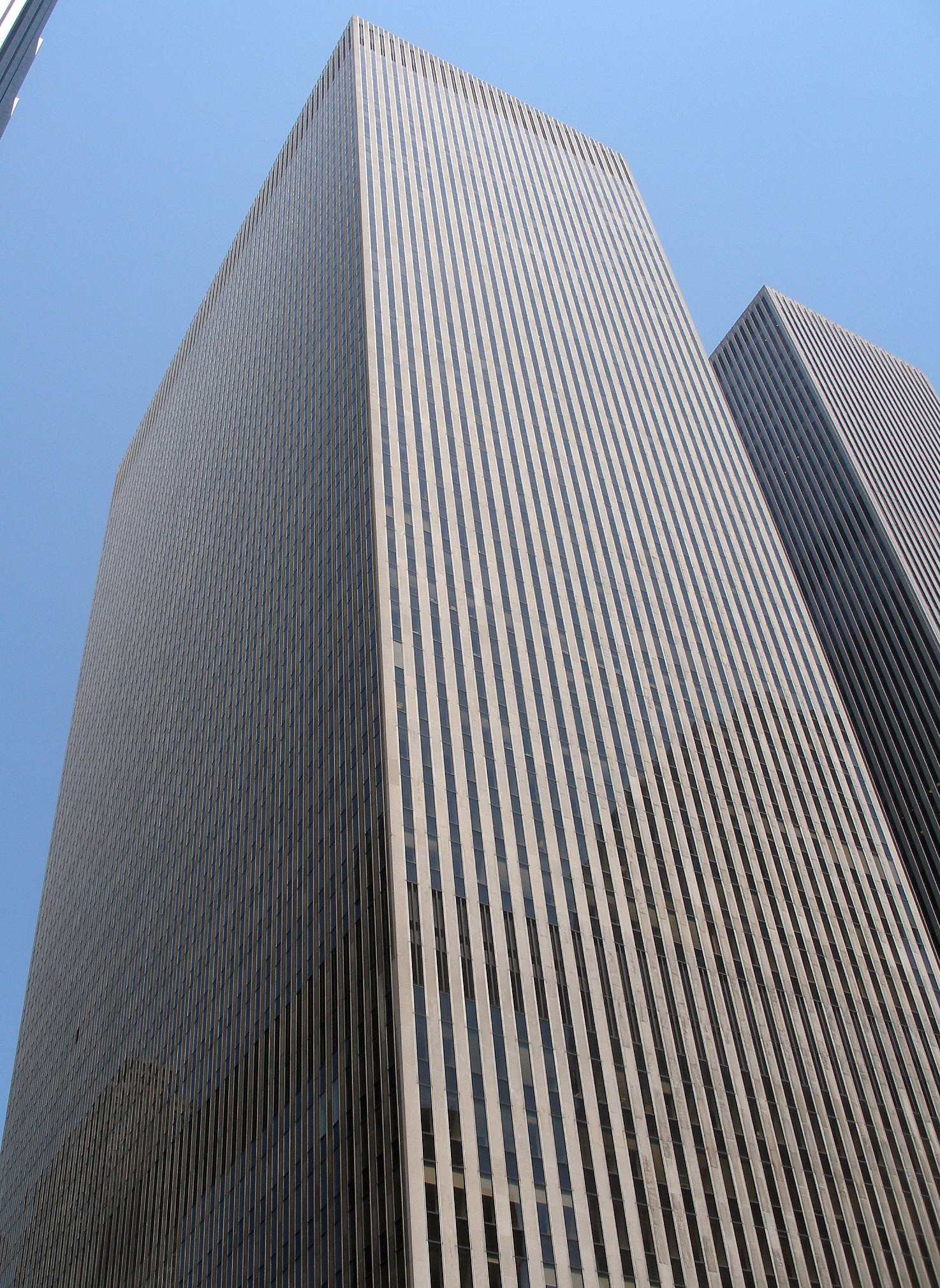
Siège social de News Corp à Manhattan, New York

News Corp est une entreprise américaine de média issue de la scission de News Corporation le 28 juin 2013. Elle regroupe les anciennes activités de presse, alors que l'autre entité résultante de la fusion, 21st Century Fox, est spécialisée dans la télévision et le cinéma. News Corp possède plusieurs actifs importants : Dow Jones & Company (éditeur du Wall Street Journal), HarperCollins (l'une des cinq principales maisons d'édition anglophones), News International (The Times, The Sun...), New York Post.

## Historique
Le 28 juin 2012, le magnat de la presse Rupert Murdoch a annoncé que les activités d'édition de News Corporation seraient séparées pour former une nouvelle société cotée en bourse. Officiellement motivée par la recherche d'une meilleure valorisation boursière des filiales, cette décision intervient également à la suite d'une série de scandales qui ont entaché la réputation de plusieurs titres de presse du groupe, notamment les écoutes téléphoniques du journal News of the World. Le conseil d'administration de News Corporation a approuvé la scission le 24 mai 2013, tandis que les actionnaires l'ont validée le 11 juin. Le lancement de la nouvelle société est effectif le 28 juin, avec une émission et un échange d'actions valorisant le groupe resseré sur la presse à environ 8,5 milliards de dollars américains. L'ancienne News Corporation qui englobe toujours Fox Entertainment Group et 20th Century Fox est rebaptisée 21st Century Fox. 
En mai 2014, Torstar vend Harlequin Enterprises à News Corp pour 415 millions de dollars. News Corp sera intégré à HarperCollins.
En septembre 2014, News Corp acquiert l'entreprise de site internet sur l'immobilier Move, pour 950 millions de dollars.
En mars 2015, News Corp acquiert 14,99 %, seuil limite légal avant une offre sur l'ensemble du capital, de APN News & Media, une entreprise de média australienne, pour 145 millions de dollars australien.
En septembre 2015, News Corp acquiert pour 147 millions de dollars Unruly, une entreprise spécialisée dans le ciblage des utilisateurs pour les vidéos sur internet. Le même mois, News Corp vend Amplify, sa division éducative, à son équipe managériale.
En juin 2016, News Corp annonce l'acquisition pour 292 millions de dollars de Wireless Group qui détient talkSport, un réseau de radio britannique consacré au sport. En mars 2021, News Corp annonce l'acquisition d'Investor’s Business Daily, une entreprise de presse économique basée à Los Angeles, pour 275 millions de dollars.